# میشتندورف
میشتندورف (به آلمانی: Mistendorf) یک منطقهٔ مسکونی در آلمان است که در شترولندورف واقع شده‌است. میشتندورف ۵۴۵ نفر جمعیت دارد.